# Normanowie

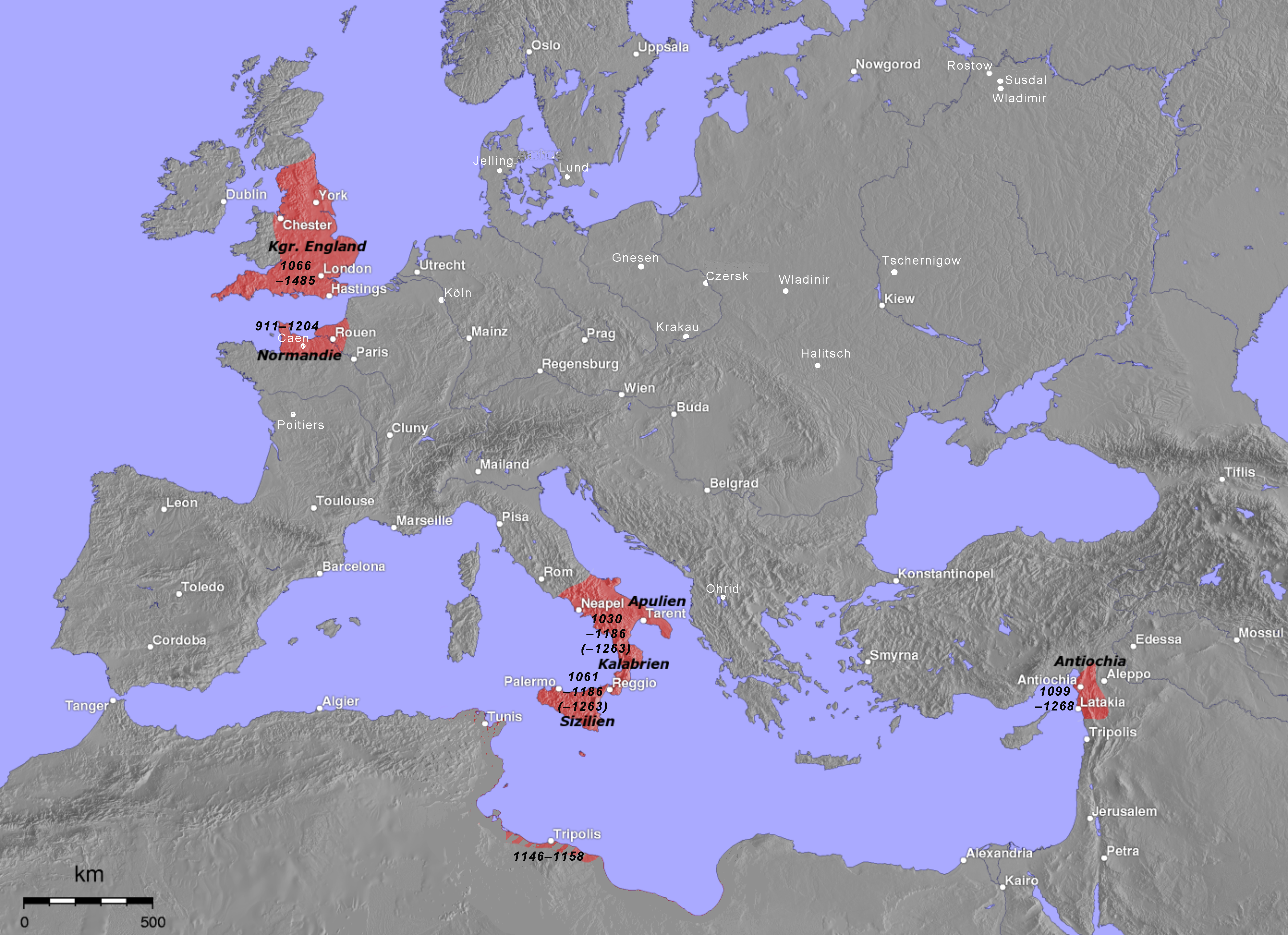
Terytoria kontrolowane przez Normanów w XII wieku

Normanowie (fr. Normans/Normanz, liczba mnoga od Normant, fr. współcz. Normand, starofrankoński Northman, staronordycki Norðmaðr, zlatynizowane w IX wieku jako Nortmannus, Normannus, lub Nordmannus "człowiek północy, wiking")  – potomkowie zromanizowanych najemników z północy, osiadłych w północnej części Królestwa Zachodnich Franków, od nich nazwanej Normandią.

## Historia
W dawnych kronikach terminu tego używano do określenia wszystkich Skandynawów, głównie wikingów wybierających się na łupieżcze rajdy. Część z nich osiedlała się na terytoriach, które udało im się wciągnąć pod swoje zwierzchnictwo. Począwszy od X wieku znaczenie terminu Normanowie zostało praktycznie ograniczone do powstałej w Normandii silnej grupy feudalnych rycerzy rządzących tym państwem, będących potomkami wikingów, nawróconych na chrześcijaństwo i zasymilowanych z Francuzami. Normanowie w tym sensie stali się integralną częścią rycerstwa zachodniej Europy, osiągając wiele sukcesów w licznych podbojach. Do najbardziej znanych zalicza się zdobycie Anglii pod wodzą Wilhelma Zdobywcy w 1066 roku, zdobycie przez Roberta Guiscarda najpierw Sycylii, a potem także południowych Włoch, prowadzona przez Roberta Guiscarda wojna z Bizancjum, która doprowadziła do całkowitego wyparcia Bizantyjczyków z Włoch, oraz udział w pierwszej i trzeciej wyprawie krzyżowej silnych kontyngentów normańskich z Anglii, Normandii i Włoch. W Normandii, Anglii, Włoszech i Grecji rycerstwo normandzkie powoli wtopiło się w miejscową ludność, choć do dziś w tych krajach wiele rodów arystokratycznych wywodzi swoje początki od normańskich przodków. Na części greckich wysp do dziś funkcjonują parafie katolickie, a ich wierni nazywani są Frankami (greckie określenie Normanów). W zamieszkiwanym przez potomków Spartan okręgu Mani, wciąż widoczny jest dominujący wpływ średniowiecznej normańskiej architektury obronnej.